# Ramón Vilalta

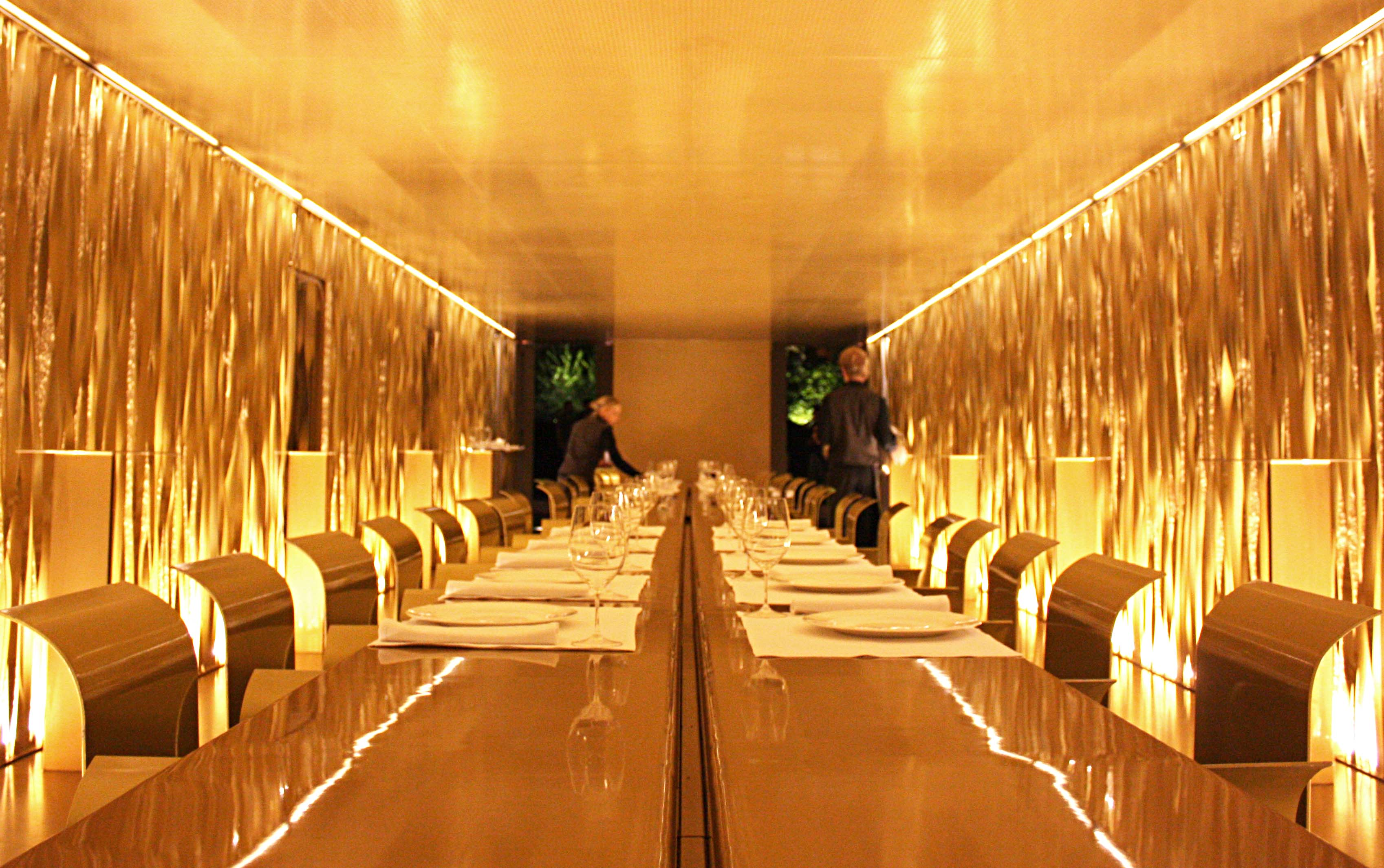
Restaurante "Les Cols".

Ramón Vilalta Pujol (Vic, de Barcelona, 25 de abril de 1960) es un arquitecto español, que forma parte del estudio de arquitectura RCR Arquitectes, junto a Rafael Aranda y Carme Pigem.

## Biografía
Entre 1973 y 1976 cursa en la Escuela de Bellas Artes de Olot, y en 1987 obtiene el título de Arquitecto por la ETSA Vallés. En 1987 funda el estudio RCR Arquitectes junto a Rafael Aranda y Carme Pigem. Realiza entre 1987 y 1989 máster de Arquitectura del Paisaje en la ETSAB. Desde 1989 a 2001 trabaja como profesor de Urbanismo y Arquitectura del Paisaje en la ETSA Vallés. 